# Distretto di Doğankent
Il distretto di Doğankent (in turco Doğankent ilçesi) è uno dei distretti della provincia di Giresun, in Turchia.